# Du darfst nicht länger schweigen
Du darfst nicht länger schweigen ist ein deutsches Filmmelodram von R. A. Stemmle aus dem Jahre 1955. Die Hauptrollen spielen Heidemarie Hatheyer, Wilhelm Borchert, Ingrid Andree und Werner Hinz. Die Geschichte basiert auf dem Roman „Morgen des Lebens“ (1929) von Kristmann Guðmundsson.

## Handlung
Irgendwo im ländlichen Skandinavien. In einem kleinen Dorf am Meer wohnen der kraftstrotzende und handfeste Fischer Haldor und die bodenständige und ein wenig herbe Salvör. Beider Hochzeit steht kurz bevor. Als er sich wieder einmal auf hoher See befindet, kommt ein schwerer Sturm auf, und Haldor landet mit seinem Fischerboot auf einer kleinen Insel. Dort lernt Haldor, nachdem er Schutz und Unterschlupf gesucht und gefunden hat, die noch sehr junge Maid Maria kennen, ein einfaches, hübsches Bauernmädchen. Beide verlieben sich schlagartig ineinander und verbringen eine gemeinsame Nacht. Dann fährt Haldor wieder zurück zu seiner Ehefrau in spe. Als er erfährt, dass Maria von ihm schwanger wurde, übernimmt er die Verantwortung für das geschwängerte Mädchen und holt sie zu sich. Wütend und verbittert verlässt Salvör Haldor daraufhin und heiratet einen anderen Mann, den ebenfalls deutlich älteren, reichen Kaufmann Samuelsen. Maria stirbt bei der Geburt ihres und Haldors Kindes.
Die Jahre vergehen. Zwei Dekaden später begegnen sich die junge Gunna, Marias und Haldors Tochter, und Ragnar, der Sohn aus der unehelichen Beziehung Haldors mit Salvör. Beide wissen nicht von ihrer verwandtschaftlichen Beziehung. Es kommt wie es kommen muss: Die jungen Leute verlieben sich ineinander. Mit Schrecken erfährt Haldor von Salvör, dass auch Ragnar sein eigen Fleisch und Blut ist. Für den alten Fischer ist damit vollkommen klar, dass die Liebe zwischen seinen beiden Kinder, den Halbgeschwistern, nicht sein darf. Es kommt zu einer dramatischen Trennung. Eines Tages gerät Halldor erneut in einen schweren Sturm auf hoher See, diesmal jedoch mit tödlichem Ausgang. Ehe er in den tosenden Fluten ertrinkt, gelingt es ihm noch, seinem ihm kaum bekannten Sohn Ragnar das Leben zu retten. Im Angesicht von dessen Tod versöhnt sich Salvör mit ihrem Lebensschicksal und zeigt sich sogar bereit, die zur Waise gewordenen Gunna an Mutter statt zu sich und ihrem Gatten Samuelsen zu nehmen.

## Produktionsnotizen
Du darfst nicht länger schweigen entstand Mitte 1955 in den Studios von Berlin-Tempelhof sowie an den schwedischen Außendrehorten Insel Tjörn bei Göteborg, Rönnang und Skärhamn. Die Uraufführung fand am 28. Oktober 1955 in Frankfurt am Main statt. Die deutsche Fernsehpremiere fand am 19. Juli 1965 im ZDF statt.
Produzent Alfred Greven übernahm auch die Produktionsleitung. Helmut Nentwig und Karl Weber gestalteten die Filmbauten.

## Kritik
Im Filmdienst heißt es: „Überzeugender als der banale Stoff nach Art des Heimatfilms sind die gute Besetzung und die optische Aufbereitung des Zusammenklangs von Landschaft, bäuerlicher Umwelt und Menschen.“

## Einzelnachweis
1. ↑  Du darfst nicht länger schweigen. In: Lexikon des internationalen Films. Filmdienst, abgerufen am 1. Dezember 2019.